# Крекінг-установка у Чжоушані
Крекінг-установка у Чжоушані — складова частина великого проекту в китайській провінції Чжецзян (центральна частина східного узбережжя), перша черга якого станом на 2019 рік знаходиться на завершальному етапі реалізації.
Створена групою китайських інвесторів (Rongsheng Holding Group, Juhua Group, Tongkun Group та Zhoushan Marine Comprehensive Development Investment) компанія Zhejiang Petrochemical Co. (ZPC) реалізує на розташованому за сотню кілометрів на південь від Шанхаю острові Чжоушань проект гігантського комплексу, кожна з двох черг якого повинна мати здатність переробляти 20 млн тонн нафти на рік. Вони також включатимуть по установці парового крекінгу потужністю 1,4 млн тонн етилену на рік. Як сировину останні споживатимуть газовий бензин (naphtha), а тому продукуватимуть велику кількість пропілену.
Перша черга також включатиме ряд похідних нафтохімічних виробництв, котрі повинні випускати 750 тисяч тонн поліетилену, 750 тисяч тонн етиленгліколю (похідна від оксиду етилену) та 50 тисяч тонн товарного оксирану, 1,2 млн тонн стирену (продукт реакції етилену та бензолу). Пропілен, котрий окрім піролізного виробництва повинна також продукувати установка дегідрогенізації пропану, споживатимуть для полімеризації у поліпропілен (900 тисяч тонн), виробництва фенолу та ацетону (400 та 250 тисяч тонн відповідно), продукування акрилонітрилу (260 тисяч тонн) і метилметакрилату (90 тисяч тонн).
Використання доволі важкої (як для нафтохімії) сировини дозволить також випускати значну кількість фракції С4, з якої вилучатимуть 200 тисяч тонн бутадієну. Ця ж фракція використовується для виробництва 50 тисяч тонн 1-бутену (використовується як кополімер) та 100 тисяч тонн метилтретинного бутилового етеру (МТВЕ, високооктанова присадка для палива, яку отримують з ізобутилену та метанолу).
Осінню 2018-го на майданчик доставили останню з 9 піролізних печей установки парового крекінгу, кожна з яких важить 3690 тонн та має висоту 53 метри.